# Tartarus Dorsa
Les Tartarus Dorsa sont une structure géologique de la surface de la planète naine Pluton.

## Situation
Le système de dorsa est situé dans la région Tombaugh et couvre un diamètre de 851 kilomètres.

## Géologie
À la surface des Tartarus Dorsa se trouvent des formations semblables aux pénitents de neige terrestres.

## Dénomination
Les Tartarus Dorsa ont été nommés en référence à la divinité grecque primordiale Tartare, la fosse la plus profonde et la plus sombre du monde souterrain de la mythologie grecque.
Le nom a été officialisé par l'Union astronomique internationale le 8 août 2017.